# Grand Theft Auto IV: The Lost and Damned
Grand Theft Auto IV: The Lost and Damned es un episodio descargable para el videojuego Grand Theft Auto IV, para Xbox 360, PlayStation 3 y Microsoft Windows. El episodio fue desarrollado por Rockstar North, y está disponible para su descarga desde el 17 de febrero de 2009. El 13 de abril de 2010 salió para PC y PlayStation 3 en Estados Unidos y el 16 de abril de 2010 en Europa. Está categorizado como un juego independiente tipo Stand Alone ya que no requiere de una copia de Grand Theft Auto IV para ser jugado.
El episodio está protagonizado por Johnny Klebitz, vicepresidente de la banda de motoristas de Liberty City The Lost. "Johnny es un personaje muy diferente a Niko, con un contexto también distinto", comentaba Dan Houser.
Este episodio incluye nuevas armas, vehículos, etc. Así como opciones de juego para el modo multijugador. "Hacer estos episodios nos ha permitido expandir la experiencia narrativa con el mundo del juego de una forma innovadora", declara Houser. Otras novedades incluyen nueva música en las emisoras de radio. Además, el hilo argumental del juego está relacionado con la historia de Niko Bellic, y se conecta con la historia principal de la aventura en algún momento.

## Argumento
Johnny Klebitz es un miembro veterano de la banda de moteros The Lost, una banda que opera en toda Liberty City de la cual es su vicepresidente, pero cuyo principal club está en Alderney. Billy Grey, antiguo presidente de la banda, que fue internado en un centro de rehabilitación por su adicción a las drogas, es finalmente liberado bajo libertad condicional y vuelve a ponerse al cargo del club de moteros. El retorno de Billy preocupa mucho a miembros como Johnny, el cual se ocupó de The Lost durante la ausencia de Billy y se esforzó por establecer la paz con las demás bandas de moteros y abandonar el tráfico de drogas y la violencia callejera.
Tal y como temía Johnny, Billy está dispuesto a retomar los negocios de drogas y la violencia con los rivales de los Lost, The Angels of Death. Johnny hace algunos trabajos para Billy, pero cree que el liderazgo de este no es el adecuado, algo que también opinan algunos compañeros suyos como Jim Fitzgerald o Angus quien acusa a Billy de haberlo dejado paralizado de la cintura para abajo para quitarle su puesto como líder del club de motociclistas ya que consideran a Billy como alguien ansioso por generar violencia y caos a su alrededor. Como muestra, lo primero que hace Billy una vez sale del centro de rehabilitación es buscar su motocicleta la cual se encuentra en poder de sus rivales, los Angels of Death, recuperándola a cambio de un baño de sangre considerable.
Todo empeora cuando un día, Jason Michaels, un motero de la banda, es asesinado por un "misterioso europeo" (este resulta ser Niko Bellic) ya que este estaba enamorado de la hija de Mikhail Faustin quien le pidiera a Niko matarlo por esa razón; pero Billy insiste en que fueron los Angels of Death, y aprovecha la ocasión para atacar el club de la banda rival y robar en el proceso dos bolsas cargadas de heroína. Johnny comienza a trabajar para Elizabeta Torres, una traficante puertorriqueña de Bohan, pero el intento de vender la droga sale mal porque el comprador resulta ser un policía encubierto lo que obliga a Johnny a escapar del sitio a tiros enfrentándose a la Policía en el proceso (valga anotar que esta misión puede ser jugada igualmente por Niko Bellic -con quien Johnny junto a Playboy X van para hacer la venta-) mientras Niko y Playboy huyen por los tejados del edificio y Johnny tiene que abrirse paso por abajo. Sin poder vender la droga, Johnny y Jim logran convencer a Billy para que se deshagan de la heroína antes de que les traiga más problemas, ya que esta pertenecía a las Tríadas. Billy no está de acuerdo, pero intenta aprovechar la ocasión para vender a Johnny y Jim, aunque las cosas no salen según lo planeado por nadie, ya que el tiroteo resultante atrae a la Policía y se lleva detenido a Billy, el cual echa la culpa a Johnny de traicionarlo. Brian Jeremy, otro miembro de The Lost y ferviente admirador de Billy, acusa a Johnny de entregarle, y los Lost se dividen en dos grupos, los que siguen a Johnny y los que siguen a Brian.
Pero los problemas de Johnny no terminan con esto, debido a su drogadicta exnovia, Ashley Butler, Johnny comienza a relacionarse con la mafia italiana y rusa de Liberty City, también con Ray Boccino, un capo de la familia Pegorino a cambio de que los rusos dejen en paz a Ashley, Johnny junto a Malcolm Rogers (o Malc como le llaman) con quien ya había realizado algunos trabajos en el pasado, accede a secuestrar a Roman Bellic por una deuda de juego que tiene con los rusos. Mientras tanto, la guerra contra Brian continúa, y tras varios enfrentamientos entre miembros de The Lost, Johnny acaba con Brian en su piso franco y restablece la paz en la banda. Pero mientras trabaja para Ray, Johnny aprovecha para estafarle y robarle el dinero en un intercambio de dicho dinero y unos diamantes. Pero el "golpe" sale mal, Johnny le entrega a Jim el dinero, pero este es asesinado por Niko Bellic y el dinero se pierde.
De nuevo en el club de Alderney, Ashley informa a Johnny de la muerte de Jim. Johnny está triste por la muerte de su mejor amigo, pero no tiene tiempo para lamentaciones, ya que, según Ashley, Billy planea entregar a la banda a cambio de su libertad. De esto es informado por Thomas Stubbs, un congresista corrupto de Liberty City para el cual Johnny tuvo que trabajar. Decidido a acabar con todo de una vez por todas, Johnny reúne a los miembros restantes de The Lost frente a la penitenciaría donde está Billy. Johnny asalta la prisión junto a dos de sus compañeros, Terry y Clay. Tras eliminar a decenas de policías, Johnny se topa cara a cara con Billy y acaba con él finalmente. Tras huir de la prisión, los miembros que quedan de la banda: Johnny, Angus, Terry y Clay, saben que los Lost están acabados por su codicia y las traiciones internas. Desde fuera, los cuatro prenden fuego al local sabiendo que la policía los busca por el ataque a la prisión y Johnny da por finiquitada a la banda de moteros The Lost, obligando a todos a huir a San Andreas. En el epílogo, Johnny corta firmemente sus lazos con Stubbs y Ashley y decide dejar temporalmente la pandilla para centrarse en apoyar económicamente a la viuda y al hijo de Jim.

## Desarrollo
Rockstar Games ha desarrollado un episodio descargable para la versión de Xbox 360. El primer episodio, titulado The Lost and Damned, ha sido lanzado en Xbox Live el 17 de febrero de 2009. El episodio se centra en un nuevo personaje central, Johnny Klebitz, quien es un miembro de la pandilla de motociclistas de Liberty City, The Lost, una pandilla que está presente en varias misiones de Grand Theft Auto IV. Dan Houser, vicepresidente del desarrollo creativo en Rockstar Games, afirma que el episodio mostrará "un lado diferente de Liberty City". Jeronimo Barrera, Vicepresidente de Desarrollo de Productos de Rockstar Games, ha dicho que los episodios serán un experimento porque no están seguros de que haya suficientes usuarios con acceso a contenido en línea en el Xbox 360. El gerente de finanzas de Take-Two Interactive, Lainie Goldstein reveló que Microsoft estaba pagando un total de $50 millones por los primeros dos episodios.
El contenido fue anunciado durante la conferencia de prensa de Microsoft en el E3 del 9 de mayo de 2006. Peter Moore, en ese entonces el jefe de la división Interactive Entertainment Business de Microsoft describió el contenido descargable como "paquetes episódicos épicos", y no solo un carro o un personaje extra. Un comunicado de prensa durante la conferencia dijo que los paquetes agregarían "horas de enteramente nuevo juego". El 20 de febrero de 2008, fue inicialmente anunciado que el contenido extra sería introducido al comienzo de agosto del mismo año. Como parte de sus reportes financieros de su segundo trimestre Take-Two anunció que el contenido descargable había sido retrasado y sería lanzado durante el primer trimestre de su año financiero de 2009 (noviembre de 2008–enero de 2009). El 13 de noviembre de 2008, el presidente ejecutivo de Take-Two, Strauss Zelnick, dijo que mientras están planeando publicar el primer episodio alrededor de enero de 2009, esta fecha podría cambiar al segundo trimestre financiero (febrero-abril) dependiendo de la fecha de finalización.

## Personajes
- Jonathan "Johnny" Klebitz

Presentado en: "Clean and Serene"
Muere en: "Mr. Phillips" (Grand Theft Auto V)
Tras el encarcelamiento del presidente de los The Lost, Johnny se hizo con el liderazgo de la banda de moteros y estableció una inestable tregua con la banda rival de The Lost, The Angels of Death y se alejó del tráfico de drogas y la violencia callejera. Pero cuando el antiguo líder, Billy Grey, es puesto en libertad de nuevo, Johnny teme que con Billy, la banda vuelva a internarse en todo tipo de conflictos ajenos a su filosofía de vida. Más tarde, tras el asesinato de Billy, los Lost se mudan a Stab City, en Blaine County, en el estado de San Andreas en Grand Theft Auto V. Por sus problemas económicos, Johnny y los demás moteros se alían a las Industrias Trevor Philips, pero luego descubre que Trevor Philips, el director de las industrias, estaba teniendo relaciones sexuales con Ashley, por lo cual Johnny se molesta y Trevor lo mata lanzándole una botella a la cabeza y pisoteándolo en reiteradas ocasiones.
- William "Billy" Grey

Presentado en: "Clean and Serene"
Muere en: "Get Lost"
Presidente del club de moteros, The Lost, Billy fue detenido por tráfico de heroína, pero logró demostrar que era para consumo propio así que solo fue internado en un centro de rehabilitación. Fingiendo estar curado, Billy quedó de nuevo en libertad y se hizo de nuevo con el liderazgo de la banda de moteros. Billy canceló la tregua que su sustituto, Johnny Klebitz, había hecho con la banda rival de The Lost, The Angels of Death. Durante un intercambio de droga, en el cual pretendía entregar a Johnny y su amigo Jim, Billy sería de nuevo capturado por la policía y encarcelado. Informado por el político y amigo de la banda, Thomas Stubbs, de que Billy planeaba vender a la banda a cambio de la libertad, Johnny acudiría a la prisión donde estaba Billy, y allí, acabaría con él. En Grand Theft Auto V, es mencionado por unos moteros de la banda, venidos de Alderney, diciendo que Johnny K. nunca fue adecuado para The Lost y si Billy hubiera seguido siendo el jefe, nada de eso habría pasado.
- James "Jim" Fitzgerald

Presentado en: "Clean and Serene"
Muere en: "Was it Worth it?
El mejor amigo de Johnny y miembro del club de moteros The Lost. Jim está casado, lo cual trata de compaginar con su pertenencia a los Lost. Jim está de acuerdo con Johnny en que el regreso de Billy solo hará regresar la violencia y la sangre a la banda y prefiere que sea Johnny quien esté al mando. Después de que Johnny robara el dinero de Ray Boccino en una frustrada venta de diamantes, Jim sería asesinado, como así confirmó Ashley a Johnny por un misterioso europeo (si se jugó a Grand Theft Auto IV se sabrá que el asesino es el propio Niko Bellic).
- Brian Jeremy

Presentado en: "Clean and Serene"
Puede morir en: "Bad Standing"
Brian es uno de los miembros de The Lost, es además un fanático admirador de Billy Grey y se comporta como su perrito faldero, lo cual irrita mucho a Johnny. Cuando Billy fue de nuevo encarcelado, Brian acusó a Johnny de ser el instigador de todo y le culpó de la detención de Billy, entonces los Lost se dividieron en dos bandos, el dirigido por Johnny y el dirigido por Brian. Tras varios enfrentamientos, Johnny acude a su piso franco, y tras eliminar a todos sus seguidores, puede escoger si eliminar a Brian o dejarlo vivir. Si se le deja vivir, se le podrá encontrar como personaje aleatorio, donde tratará de matar de nuevo a Johnny, pero este acabará con él de manera definitiva.
- Ashley "Ash" Butler

Presentada en: "Coming Down"
Ashley es la exnovia de Johnny y miembro de la banda de moteros The Lost. Ashley es adicta a todo tipo de drogas, especialmente a la cocaína y al cristal, ese pudo ser el motivo por el que Johnny decidió romper con ella. Ashley siempre le está diciendo a Johnny que ha abandonado las drogas pero este ha dejado de creerla. Johnny tiene que salvarla de numerosos altercados, provocados principalmente por sus deudas con todo tipo de criminales y sus relaciones con individuos peligrosos. Posteriormente, informaría a Johnny de la muerte de Jim. Tras pasar el juego, se recibe un mensaje de correo electrónico de Ashley donde le dice a Johnny que está en un centro de desintoxicación, Johnny le desea suerte pero le pide que no se vuelva a acercar a él. De todos modos, cuando los The Lost se mudaron a San Andreas, Ashley les acompañó (sin embargo, no dejó las drogas), al aliarse con Industrias Trevor Philips, Trevor y Ashley tienen relaciones sexuales para que Trevor le de drogas. Después de que Trevor mate a Johnny, Ashley lo llora. Trevor puede matar a Ashley disparándole, pero si no lo hace, más tarde, durante una orgía sexual, Ashley muere por tomar heroína en mal estado.
- Angus Martin

Presentado en: "Clean and Serene"
Angus fue el anterior jefe de The Lost, pero un accidente automovilístico le dejó en silla de ruedas. Debido a su discapacidad, Angus se queja de que algunos miembros como Billy o Brian lo desprecian y le hacen el vacío, por ello aprecia a Johnny o Jim, entre otros, los cuales le siguen tratando con respeto. Pese a ya no dirigir al grupo ni poder montar en moto, Angus sigue formando parte de The Lost y aconseja a Johnny como actuar en diversas partes del juego.
- Malcolm "Malc"

Presentado en: "Hit the Pipe"
Johnny conoce a Malc a través de su amigo Jim Fitzgerald, y Johnny y Malc comienzan a colaborar juntos, sobre todo en los trabajos que les encarga Elizabeta Torres. Malc es también un apasionado de las motos y siempre está discutiendo con Jim por saber qué modelo de motocicleta es mejor. Junto a su amigo DeSean pertenece a una banda que opera en el barrio de Northwood, en Algonquin.
- Thomas Stubbs

Presentado en: "Politics"
Stubbs es un congresista político de Liberty City, al parecer, tiene una buena amistad con Billy Grey, presidente de la banda de moteros The Lost. Tras conocer a Johnny, comenzaría a chantajearlo amenazando con declarar todos los actos delictivos de la banda si no le hacía varios favores. Tiempo después, informaría a Johnny de que Billy planeaba entregar a los Lost a cambio de conseguir la libertad para él.

## Edición especial
Grand Theft Auto: Episodes From Liberty City ofrece dos juegos en un disco: el episodio completamente nuevo The Ballad of Gay Tony y el primer episodio, The Lost and Damned juntos por primera vez en disco para Xbox 360 y no necesita una copia de Grand Theft Auto IV para jugar. Su fecha de lanzamiento es el 29 de octubre de 2009. El 30 de abril de 2010 salió para PC y PS3 en Norteamérica y el 16 de marzo de 2010 en Europa.

## Novedades
Para este episodio se anunciaron varias novedades respecto a Grand Theft Auto IV como:
- Nuevas misiones y un nuevo argumento que entrelazar con la historia original del juego.
- Experimenta Liberty City en esta ocasión con la perspectiva y el modo de vida de una banda de moteros.
- Nuevos vehículos más toda una colección de motos que incluye la moto de Johnny que él mismo ha personalizado.
- Nueva y mejorada física y manejo de las motos.
- Nuevas opciones en los modos multijugador.
- Nuevos contenidos en la televisión, radio e internet.
- Más misiones ocultas y nuevos logros.

### Armas
- Lanzagranadas: Dispara una granada, a una mayor velocidad y con más precisión que cualquier lanzado a mano.
- Escopeta de Asalto: Esta escopeta totalmente automática es muy potente y muy eficaz al atacar varios objetivos a la vez y puede destruir los vehículos rápidamente.
- Palo de Billar: Utilízala como el Bate de béisbol.
- Bomba Casera: Este explosivo es casero, pero produce una gran explosión.
- Escopeta recortada: Produce una gran explosión y es mortal a corta distancia.
- 9mm: Solo requiere un tirón del disparador para vaciar el cartucho y es muy precisa.

## Recepción
El videojuego fue recibido con los brazos abiertos, con buenas críticas inclusive de los países como Australia.
Al parecer los desnudos en el Grand Theft Auto IV: The Lost and Damned no fue razón para que Australia censure la salida de dicho juego en su país. Esto es muy llamativo ya que Australia tiene la fama de censurar juegos, especialmente de Rockstar debido al contenido violento y sexual de estos. La clasificación que obtuvo el videojuego en territorio australiano fue de "+15", la cual es la clasificación más alta de ese país. Esto remarca sin dudas una mayor aceptación a los juegos de parte del sistema australiano, ya que no hace más de un año el mismo sistema se negaba a distribuir el Grand Theft Auto IV en su territorio.

### Controversia
En la escena de apertura de la misión 'Politics', Tom Stubbs expone sus genitales en una toma frontal completa hacia la cámara después de salir de una mesa de masaje y discutir sus planes con Johnny. El Grupo Asesor de Parte Parental Common Sense Media emitió una advertencia pública sobre el paquete de expansión debido a una escena de desnudez masculina frontal completa durante la escena. Afirmaron que el juego era "aún más controvertido que sus predecesores" porque presentaba "desnudez masculina frontal completa".